# 12845 Крік
12845 Крік (12845 Crick) — астероїд головного поясу, відкритий 3 травня 1997 року.
Тіссеранів параметр щодо Юпітера — 3,325.